# Psi Hydrae
Psi Hydrae (ψ Hydrae, förkortat Psi Hya, ψ Hya)  är en sannolik astrometrisk dubbelstjärna belägen i den nordöstra delen av stjärnbilden Vattenormen. Den har en skenbar magnitud på 4,97 och är synlig för blotta ögat där ljusföroreningar ej förekommer. Baserat på parallaxmätning inom Hipparcosuppdraget på ca 14,1 mas, beräknas den befinna sig på ett avstånd på ca 231 ljusår (ca 71 parsek) från solen. 

## Egenskaper
Primärstjärnan Psi Hydrae A är en orange till röd jättestjärna av spektralklass K0 III och är en röd jättestjärna som genererar energi genom fusion av helium i dess kärna. Den har en uppmätt vinkeldiameter på 1,39 ± 0,02 mas, som vid dess uppskattade avstånd ger en fysisk storlek på omkring 10,6 gånger solens radie. Den utsänder från dess fotosfär ca 56 gånger mera energi än solen vid en effektiv temperatur av ca 4 700 K.